# Ханс Шинц
Ханс Шинц (на немски: Hans Schinz) е швейцарски ботаник, изследовател на Африка.

## Биография

### Младежки години (1858 – 1884)
Роден е на 6 декември 1858 година в Цюрих, Швейцария. Изучава естествени науки в Цюрихския университет. След дипломирането си през 1883 г., провежда изследвания в Берлин до 1884.

### Изследователска дейност в Африка (1884 – 1887)
От 1884 до 1887 участва в германска изследователска експедиция в Германска Югозападна Африка (сега Намибия) организирана от търговеца Франц Адолф Едуард Людериц. За две години той извършва обширни научни изследвания и картирания на значителни части от северната половина на Намибия. Резултатите от своите изследвания публикува в Олденбург през 1891 под заглавието: „Deutsch-Südwestafrika, Forschungsreisen durch die deutschen Schutzgebiete Groß- Nama- und Hereroland, nach dem Kunene, dem Ngamisee und Kalahari, 1884 – 1887“, който труд става важен източник за знанията за природата и населението на тази страна.

### Зрели години (1888 – 1941)
През 1889 постъпва на работа в Цюрихския университет, където през 1895 е назначен за професор по ботаника и същата година става директор на Цюрихската ботаническа градина.
В периода 1900 – 1923 публикува няколко тома от „Flora der Schweiz“ („Флората на Швейцария“).
Умира на 30 октомври 1941 година в Цюрих на 82-годишна възраст.